# Phasiatacta elongata
Phasiatacta elongata là một loài ruồi trong họ Tachinidae.